# دون بوش
دون بوش (بالإنجليزية: Don Bosch)‏ هو لاعب كرة قاعدة أمريكي، ولد في 15 يوليو 1942 في سان فرانسيسكو في الولايات المتحدة.

## وصلات خارجية
- دون بوش على موقعبيزبول رفرنس.كوم (الدوري الرئيسي) (الإنجليزية)